# 呂相儒
呂相儒是台灣的漫畫家及日文翻譯家。
代表作為《嫁情曲》。

## 人物
於大然出版社發表三國時代周瑜、小喬為故事背景的長篇漫畫《嫁情曲》，大然倒閉後轉由尖端出版重出並出版續作，但因賣量問題最終未能出完。翻譯過大量田中芳樹的小說及無數漫畫，主要發行於台灣角川及尖端出版。

## 作品一覽

### 短篇漫畫
- 熱力少女（上下卷完）大然

### 長篇漫畫
- 嫁情曲（3卷未完）大然
- 嫁情曲（新版，7卷未完）尖端，2000年

### 翻譯作品

#### 漫畫
- NANA，尖端
- 天國之吻，尖端
- 守護我的地球，尖端
- 白色之舞，尖端
- 光之島，尾瀨朗，尖端
- 聖劍傳說，尖端
- 不思議少年，尖端
- 猜猜我是誰，尖端
- 新新好男人，尖端
- 風中的故事，尖端

#### 小說
- 彩雲國物語，台灣角川
- 灼眼的夏娜，台灣角川
- 創龍傳，尖端
- 藥師寺涼子怪奇事件簿，尖端
- 鄭問之三國誌，神涼介，Media Works
- 鐵達尼亞，田中芳樹，尖端

#### 畫冊
- 灼眼的夏娜，台灣角川
- 畫集 紅蓮，台灣角川，2006年，ISBN 9861741275
- 灼眼的夏娜-炎之設定集，台灣角川，2008年2月18日，ISBN 9789861745923
- 畫集Ⅱ 華焰，台灣角川，2008年，ISBN 9789861745916

### 教學書
- 節慶壁報創意畫，藍哥社2002年6月15日，ISBN 9576853230 -工具書
- 學校壁報創意畫，藍哥社2002年6月15日，ISBN 9576853222-與陸美芬合著

## 外部連結
- 相儒一番TALK（页面存档备份，存于）